# Jílovka (přírodní rezervace)
Přírodní rezervace Jílovka je přírodní rezervací vyhlášenou s účinností od ledna 2011 Krajským úřadem Libereckého kraje v jižní části okresu Česká Lípa, v oblasti Holanských rybníků. Chráněna je fauna a flora u dvou z rybníků, Jílovky a Kravského.

## Popis lokality
Celá rybniční soustava v jižní části Českolipska zahrnovala původně 23 rybníků, založených kvůli chovu ryb. Poblíž silnice spojující obec Zahrádky a městys Holany jsou dva z nich, větší Jílovka a menší Kravský. Oba jsou rybolovné a průtočné, napájené hlavně Bobřím potokem a systémem vzájemných kanálů, v nadmořské výšce 260 m. Rezervace zahrnuje celý Kravský rybník, jižní břeh rybníka Jílovka a louky a mokřady mezi nimi. Z jihovýchodní strany chráněné území končí u silnice. Rozloha rezervace je 8,31 ha. Část je na katastru Zahrádek, část na katastru Holan.

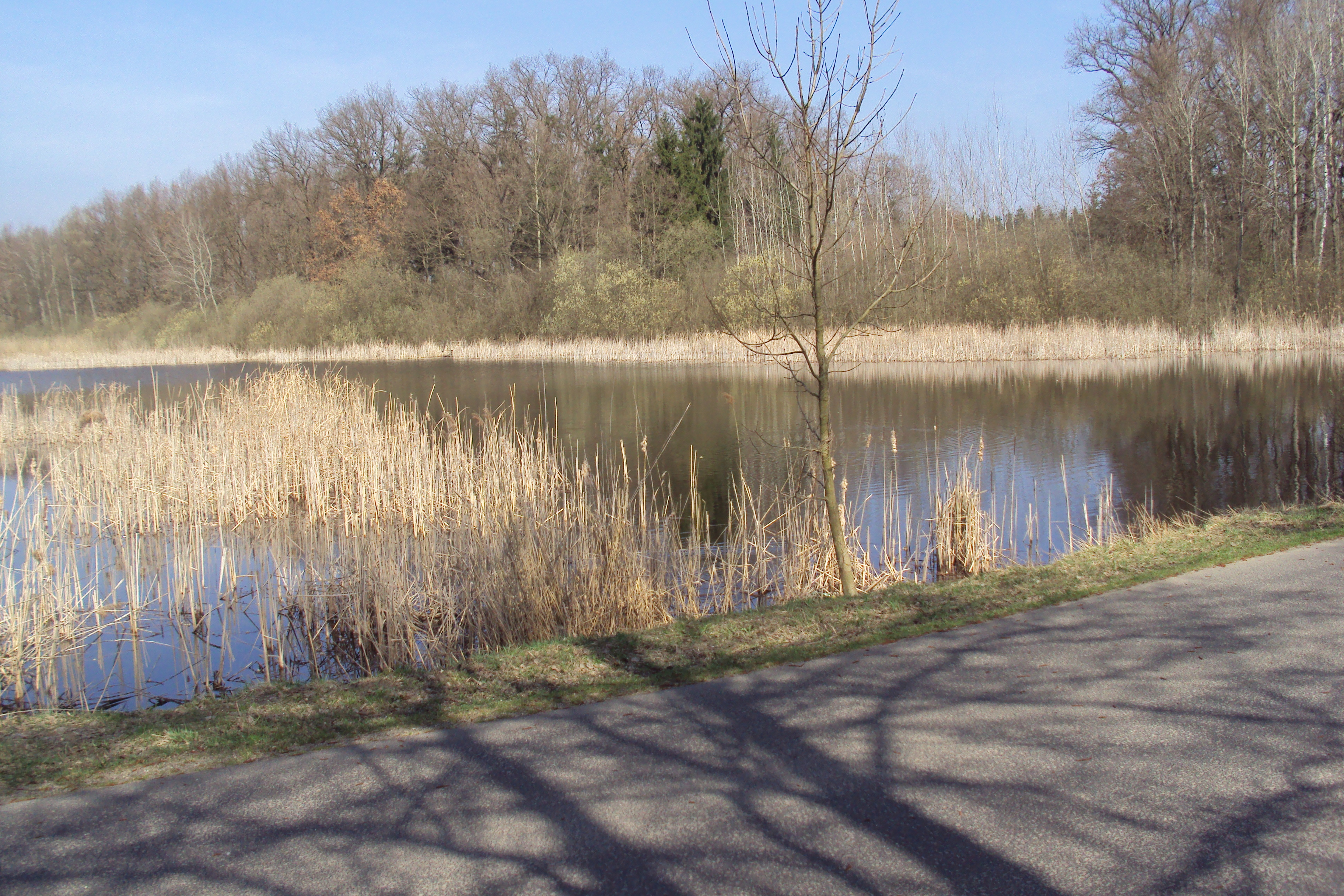
Kravský rybník

## Předmět ochrany
Za chráněné jsou považovány zdejší louky, mokřady, smíšený listnatý les a nižší porosty s výskytem cenné mykoflóry, u Kravského rybníka je také ceněna makrofytní vegetace a rozmanitá zoocenóza. Vyhlášení rezervace předcházely podrobné průzkumy území v letech 2008 a 2009.

### Mykologická lokalita
Lesní porosty jsou tvořeny střemchovou jaseninou, mokřadní olšinou a vlhkou doubravou. Na toto prostředí jsou vázány některé vzácné druhy hub, jako je například mecháček síťnatý, který byl již považován na území ČR za vyhynulý, nebo hřib rubínový.

### Fauna
Kravský rybník jako jeden z mála v Holanské rybniční soustavě není využíván pro intenzivní chov ryb. To zde vytváří podmínky pro rozvoj populace obojživelníků, jako je například rosnička zelená (Hyla arborea), skokan štíhlý (Rana dalmatina) nebo skokan skřehotavý (Pelophylax ridibundus). V pobřežních rákosinách hnízdí vodní ptactvo, mezi jehož představitele zde patří rákosník velký (Acrocephalus arundinaceus), chřástal vodní (Rallus aquaticus) a moták pochop (Circus aeruginosus).

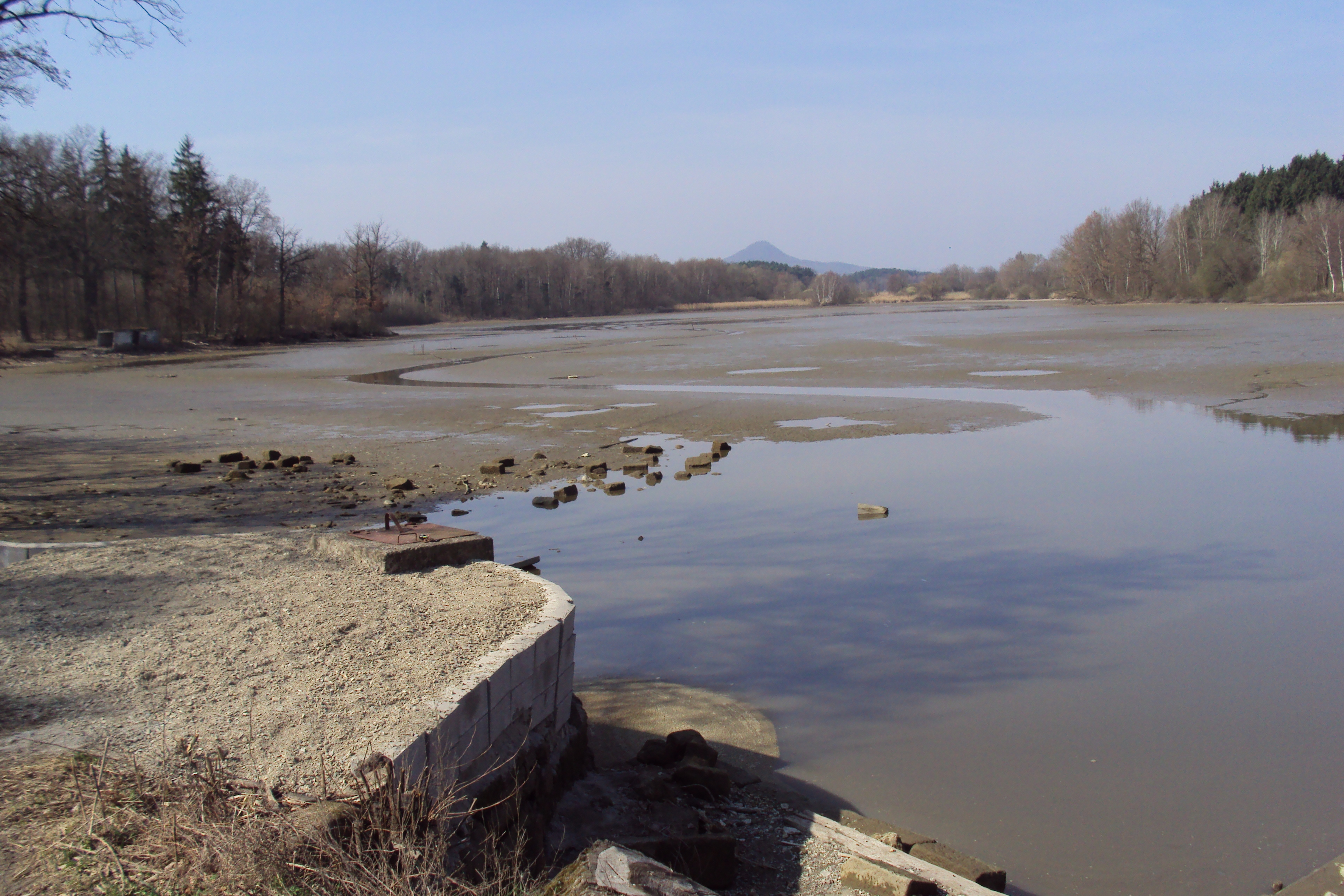
Vypuštěný rybník Jílovka v dubnu roku 2011

## Přístup
Kolem rybníků vede silnice z Holan do Zahrádek. Není zda žádná cyklotrasa, ani turisticky značená cesta pro pěší turisty. Nejbližší železniční zastávka Zahrádky u České Lípy je zhruba 3 km na sever, jedná se o trať Lovosice – Česká Lípa.  Do obcí Zahrádky i Holany zajíždí pravidelná autobusová doprava z České Lípy.